# Критская экспедиция (828)
Критская экспедиция — военная операция, предпринятая осенью 828 года византийской армией против арабов, удерживавших остров Крит. 

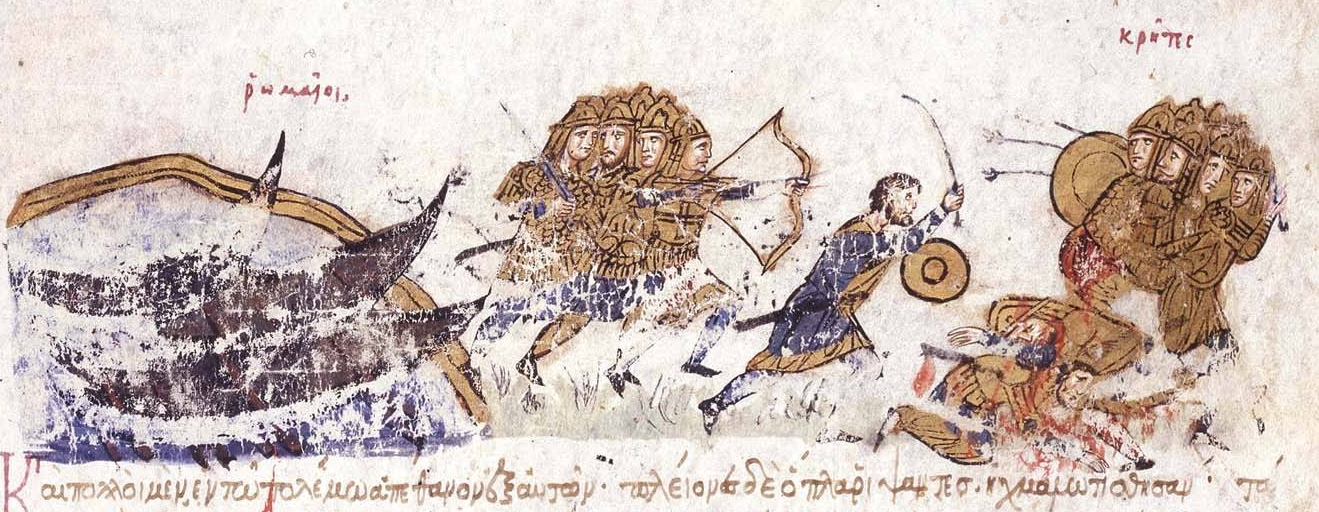
Византийцы под предводительством Кратера высаживаются и побеждают критских сарацин. Миниатюра

В 824 или 827 году арабы, противники Аббасидов, во главе с Абу Хафсом, были изгнаны из Александрии и захватили остров Крит. Абу Хафс основал город Чандакс, который стал его столицей. Византийцы, потеряв Крит, отправили экспедицию во главе с Дамианом и Фотием с целью возвращения острова, но потерпели поражение.
Осенью 828 года византийский император Михаил II отправил еще один флот из 70 кораблей под командованием стратига Кратера. Византийцы высадились в Амнисе, где их ждали арабы. На побережье завязалась кровопролитная и ожесточенная битва, во время которой византийцы разгромили арабов. Выжившие в сражении бежали в Чандакс.
Византийцы, вместо того чтобы развить свой успех, решили расположиться лагерем и отпраздновать победу. Они пренебрегли охраной своего лагеря. Ночью арабы предприняли вылазку против спящих ромеев и застигли их врасплох. Византийцы были убиты, а их корабли захвачены. Кратер бежал на торговом судне. Арабы преследовали его до острова Кос, захватили и распяли.